# Cantone di Gamaches
Il Cantone di Gamaches è una divisione amministrativa dell'arrondissement di Abbeville e di Amiens.
A seguito della riforma complessiva dei cantoni del 2014 è passato da 20 a 36 comuni.

## Composizione
Prima della riforma del 2014 comprendeva i comuni di:
- Aigneville
- Beauchamps
- Biencourt
- Bouillancourt-en-Séry
- Bouttencourt
- Bouvaincourt-sur-Bresle
- Buigny-lès-Gamaches
- Cerisy-Buleux
- Dargnies
- Embreville
- Framicourt
- Frettemeule
- Gamaches
- Maisnières
- Martainneville
- Ramburelles
- Rambures
- Tilloy-Floriville
- Le Translay
- Vismes

Dal 2015 comprende i comuni di:
- Aigneville
- Allery
- Bailleul
- Beauchamps
- Bettencourt-Rivière
- Biencourt
- Bouillancourt-en-Séry
- Bouttencourt
- Bouvaincourt-sur-Bresle
- Buigny-lès-Gamaches
- Chépy
- Citerne
- Dargnies
- Doudelainville
- Embreville
- Érondelle
- Feuquières-en-Vimeu
- Fontaine-sur-Somme
- Frettemeule
- Frucourt
- Gamaches
- Hallencourt
- Huppy
- Liercourt
- Limeux
- Longpré-les-Corps-Saints
- Maisnières
- Martainneville
- Mérélessart
- Ramburelles
- Saint-Maxent
- Sorel-en-Vimeu
- Tilloy-Floriville
- Vaux-Marquenneville
- Vismes
- Wiry-au-Mont